# Les Frères Rico (roman)
Les Frères Rico est un roman policier de Georges Simenon, paru en 1952.
Simenon écrit ce roman à Shadow Rock Farm, Lakeville (Connecticut), États-Unis, et termine son écriture le 22 juillet 1952.

## Résumé
Les frères Rico sont trois : Eddie, l'aîné, Gino et Tony. Tous trois font partie d'une « organisation ». Personne n'est au courant, sauf leur mère qui vit à Brooklyn, où ils sont nés. Eddie Rico, bon époux, bon père de famille, commerçant aisé qui habite une jolie villa au bord de la mer, cache sous ces apparences bourgeoises une activité moins honorable : elle consiste à « taxer », dans sa région, les jeux de hasard, machines à sous et autres tripots, moyennant quoi leurs propriétaires sont assurés de n'être pas inquiétés par la police. Rico ne connaît que ses deux chefs immédiats, desquels il reçoit les consignes. Ceux qui transgressent les ordres ou qui s'insurgent contre l' « organisation » sont supprimés et Gino, le propre frère d'Eddie, est l'un des tueurs attitrés. Tony, le plus jeune, est conducteur de voiture, lors des expéditions.
Or, on est sans nouvelles de Tony depuis trois mois ; la mère Rico a cependant appris qu'il s'était marié. Survient Gino qui informe Eddie que Tony a participé à la dernière affaire qui s'est terminée de façon meurtrière et dont s'occupe le District Attorney. Mieux vaudrait pour lui qu'il s'en aille au Mexique, en Amérique du Sud, n'importe où ; sinon il risque d'être questionné par la police, et cela doit être évité à n'importe quel prix. 
Convoqué à Miami, Eddie reçoit de ses deux chefs des précisions au sujet de Tony : il vient d'épouser Nora Malaks, dont le frère a révélé à la police que sa sœur est la femme d'un gangster. Tony, en effet, a tout raconté à Nora et voudrait quitter l' « organisation ». 
Il faut donc qu'Eddie retrouve son jeune frère pour lui conseiller de fuir. Eddie se méfie d'autant moins que les propos de ses deux chefs concordent avec ce que lui a dit Gino. Lorsque, après diverses péripéties, Eddie retrouvera Tony, ce dernier ne sera pas dupe : on s'est servi de son frère pour le repérer, car Eddie a été filé sans qu'il le sache. 
De retour à son hôtel, l'aîné des frères Rico est en présence d'un de ses « supérieurs » qu'il ne connaît pas, Mike, qui lui enjoint de téléphoner à Tony, pour lui signifier qu'on l'attend sur la route.
Eddie a compris et doit s'exécuter. Non, jamais, on ne lui demandera rien de plus difficile. Tant travailler pour en arriver là...

## Aspects particuliers du roman
Thème inhabituel chez Simenon : c’est le roman dur de la mafia américaine dont les rouages secrets fonctionnent avec une impitoyable efficacité.

## Fiche signalétique de l'ouvrage

### Cadre spatio-temporel

#### Espace
Santa Clara. Miami (Floride). Brooklyn (New York). 

#### Temps
Époque contemporaine.

### Les personnages

#### Personnage principal
Joseph Rico, dit Eddie, Américain d’origine sicilienne. Grossiste en fruits. Marié, trois enfants, de 12 à 3 ans. 38 ans.

#### Autres personnages
- Gino Rico, second frère d’Eddie, célibataire, 36 ans

- Tony Rico, frère cadet d’Eddie, marié depuis peu, 33 ans

- Nora Malaks, épouse de Tony, 22 ans

- Sid Kubik et Phil Boston, les deux membres de l’organisation dont dépend Eddie.

## Éditions
- Prépublication en feuilleton dans le quotidien Paris-Presse L'Intransigeant, du 16 décembre 1952 au 11-12 janvier 1953
- Édition originale : Presses de la Cité, 1952
- Tout Simenon, tome 6, Omnibus, 2002  (ISBN 978-2-258-06047-0)
- Livre de Poche n° 14322, 2009  (ISBN 978-2-253-14322-2)
- Romans durs, tome 8, Omnibus, 2013  (ISBN 978-2-258-09395-9)
- Romans durs, tome 8, Omnibus, 2023  (ISBN 978-2-258-20265-8)

## Adaptations

### Au cinéma
- 1957 : Les Frères Rico (The Brothers Rico), film américain réalisé par Phil Karlson, avec Richard Conte (Eddie Rico), Dianne Foster (Alice, sa femme), James Darren (Johnny Rico), Paul Picerni (Gino Rico), Kathryn Grant (Norah, la femme de Johnny), Lamont Johnson (Peter Malaks) et Larry Gates (Sid Kubick)

### À la télévision
- 1972 : The Family Rico, téléfilm américain réalisé par Paul Wendkos, avec Ben Gazzara (Eddie Rico), Jack Carter (en) (McGee), Dane Clark (Boston Phil) et John Randolph (Malaks)

## Source
- Maurice Piron, Michel Lemoine, L'Univers de Simenon, guide des romans et nouvelles (1931-1972) de Georges Simenon, Presses de la Cité, 1983, p. 168-169  (ISBN 978-2-258-01152-6)